# Tony Sheridan
Anthony Esmond Sheridan McGinnity (21 tháng 5 năm 1940 – 16 tháng 2 năm 2013), thường được biết tới dưới nghệ danh Tony Sheridan, là ca sĩ, nhạc sĩ và nghệ sĩ guitar người Anh. Ông nổi tiếng khi là một trong những nghệ sĩ đầu tiên cộng tác với ban nhạc The Beatles, cho dù ông ghi danh ban nhạc trong đĩa đơn là "The Beat Brothers" ("Những người anh em Beat"). Sheridan là một trong hai nghệ sĩ (cùng Billy Preston) được ghi tên trong phần trình diễn của The Beatles, và là ca sĩ duy nhất không phải thành viên của ban nhạc từng được hát một bản thu âm chính thức của The Beatles.

## Tiểu sử
Sheridan sinh tại Norwich, Norfolk và từ nhỏ đã được theo học violin theo trường phái âm nhạc cổ điển. Sau đó ông tự mày mò học guitar và lập ra ban nhạc riêng của mình vào năm 1956. Ở tuổi 18, ông đã được lên sóng chương trình truyền hình Oh Boy! khi chơi guitar một số ca khúc nổi tiếng như "Blue Suede Shoes", "Glad All Over", "Mighty Mighty Man" và "Oh, Boy!". Từ đó, ông có cơ hội trở thành nghệ sĩ chơi nền cho các ca sĩ nổi tiếng như Gene Vincent, Conway Twitty. Năm 1958, ông suýt được tuyển về vị trí guitar cho ban nhạc của Cliff Richard, The Shadows. Tháng 4 năm 1960, ông thoát chết sau vụ tai nạn ô tô thảm khốc khiến Eddie Cochran tử nạn và Vincent thương nặng.
Sự nghiệp của Sheridan tại Anh không có nhiều ấn tượng, cho tới khi ông được mời tới hộp đêm Kaiserkeller của Bruno Koschmider tại Hamburg để hỗ trợ một vài ban nhạc Anh qua đây chơi nhạc. Trong khoảng từ 1960 tới 1963, ông cùng cây bass Colin "Melander" Crawley hỗ trợ rất nhiều ban nhạc "trôi nổi" tới trình diễn tại Hamburg. Đặc biệt, năm 1961, nhóm nhạc bao gồm 4 nhạc sĩ trẻ John Lennon, Paul McCartney, George Harrison, Stuart Sutcliffe và Pete Best đã thử sức tại Kaiserkeller. Họ trở thành ban nhạc The Beatles, kết thân, ngưỡng mộ Sheridan và đôi lúc chơi lót cho Sheridan trên sân khấu. Cả nhóm thậm chí từng tới chơi nhạc và thu âm trong khu vườn tại nhà riêng của ông tại Hamburg. Sau này, Sheridan bắt đầu có những bản thu thương mại cùng The Beatles. Quản lý của Polydor tại Đức, Bert Kaempfert, cho rằng Sheridan sẽ trở thành ngôi sao ca nhạc tương lai và ký kết hợp đồng cùng The Beatles để Sheridan có thể chơi 2 ca khúc cho mỗi album của ban nhạc. Tổng cộng họ thu âm 7 ca khúc "My Bonnie", "The Saints", "Ain't She Sweet", "Cry for a Shadow" cùng 3 ca khúc khác không được phát hành.
Đĩa đơn "My Bonnie"/"The Saints" đạt vị trí số 5 tại Đức. Tại Mỹ, Decca Records cho phát hành độc lập dưới các ấn bản màu đen và hồng (demo). Năm 2007, ấn bản màu đen trở thành đĩa than 45rpm đắt nhất lịch sử khi được bán với giá 15.000 $. Trong năm 1962, Polydor cho phát hành album My Bonnie, tuy nhiên do từ The Beatles lại phát âm gần giống với từ "pidels" ("dương vật" trong tiếng Đức) nên album được ghi cho "Tony Sheridan and the Beat Brothers". Kể từ giữa thập niên 1960, âm nhạc của Sheridan chuyển hướng sang R&B và jazz. Ông dần tách khỏi thành công của The Beatles và bắt đầu quan tâm nhiều hơn tới Chiến tranh Việt Nam và Chủ nghĩa cộng sản. Khi tới thăm Việt Nam, một thành viên trong ban nhạc của ông đã bị trúng đạn và tử vong. Nhờ những nỗ lực của mình, ông từng được Quân đội Hoa Kỳ phong tới hàm Đại úy. Tuy nhiên, di chứng chiến tranh khiến sau này ông thường hoảng sợ với tiếng động lớn, thậm chí cả tiếng pháo hoa.
Sau khi chấm dứt hợp đồng thu âm cùng Polydor, Sheridan từng làm quản lý âm nhạc, phát thanh viên cho các chương trình âm nhạc của Đông Đức. Cũng nhờ đó ông có cơ hội thu âm nhiều ca khúc cũ từ thời The Beatles, bao gồm nhiều giai điệu chưa từng phát hành. Những bản thu đó giúp ông cùng Klaus Voormann có cơ hội sang Mỹ thu âm cùng nhóm TCB Band của Elvis Presley.
Năm 1991, ông hoàn tất cuốn tiểu sử Nobody's Child: The Tony Sheridan Story, tuy nhiên lại không cho phát hành rộng khắp. Năm 2002, Sheridan ra mắt tuyển tập Vagabond, sau đó thu âm cùng ca sĩ người Argentina Charly Garcia cho album Influencia. Năm 2013, một cuốn tiểu sử khác có tên The Teacher do Alan Mann phát hành, bao gồm chủ yếu những bài phỏng vấn qua email giữa tác giả với Sheridan. Cuốn tiểu sử Tony Sheridan – The One The Beatles Called "The Teacher" do  Colin "Melander" Crawley biên tập chính thức được ra mắt vào năm 2015 nhận được nhiều đánh giá tích cực.

## Đời sống cá nhân
Sheridan sống phần lớn thời gian tại Seestermühe, một ngôi làng phía Bắc của Hamburg, Đức. Cuối đời ông nghiên cứu về huy hiệu và phù hiệu áo giáp. Cuộc đời ông được giữ bí mật, theo nhiều nguồn tin ông từng có 3 lần kết hôn (với Rosi Heitmann, Hazel Byng và Anna Sievers). Theo lời một người bạn của ông vào năm 1960, Sheridan là người theo Đạo Phật cho dù sinh trưởng trong một gia đình người Ireland Kitô giáo và gốc gác Do Thái. Trong thập niên 1980, ông theo học thiền sư Bhagwan Sri Rajneesh và từng tới sống tại khu thiền của Rajneesh ở Oregon, Hoa Kỳ. Ông qua đời vào năm 2013 tại Hamburg sau một ca phẫu thuật tim không thành công.

## Danh sách đĩa nhạc
- 1961: My Bonnie cùng The Beat Brothers (sau được đưa vào danh sách đĩa nhạc của The Beatles) #28 Billboard và Why #88 Billboard, phát hành năm 1964.
- 1962: "Mister Twist", EP phát hành tại Pháp[17].
- 1962: "Ya Ya", EP phát hành tại Đức[18].
- 1962: Đĩa đơn "Ich Lieb' Dich So (Ecstasy)/Der Kiss - Me Song".
- 1963: Album trực tiếp Twist At The Star Club Hamburg. Sheridan hát và chơi đàn trong các ca khúc "Skinny Minny" và "What'd I Say" (dưới tên "Dan Sherry") cùng ban nhạc The Star Combo (bao gồm Roy Young, Colin "Melander" Crawley, Ricky Barnes và Johnny Watson). Ông cũng chơi trong 4 ca khúc khác của The Star Combo (với Roy Young hát chính), sau được Philips phát hành dưới dạng LP. Cho dù Sheridanghi tên là "Dan Sherry" nhưng hình chụp ông khi hát tại The Star Club (cùng Colin "Melander" Crawley và Ricky Barnes) lại xuất hiện rất rõ phía bìa album.
- 1964: Just a Little Bit of Tony Sheridan cùng nhóm The Big Six.
- 1964: "Ain't She Sweet" (mặt A) cùng The Beatles, thu âm năm 1961.
- 1965: My Babe cùng nhóm The Big Six.
- 1965: Vive L'Amour Tony Sheridan & The Big Six, sản xuất bởi Jimmy Bowien.
- 1967: Ich Lass Dich Nie Wieder Geh'n, sản xuất bởi Jimmy Bowien.
- 1966: Meet The Beat (các ấn bản đĩa than 10-inch, 12-inch và CD với những bản thu khác nhau, ngoại trừ hai ca khúc giữ lại như ban đầu. Ấn bản đĩa than có thêm bản thu năm 1966 của các ca khúc "Jailhouse Rock", "Fever" và "Shake, Rattle and Roll").
- 1974: Tony Sheridan Rocks on hay Live in Berlin '73.
- 1976: On My Mind (phát hành cá nhân).
- 1984: Novus, LP phát hành tại Đan Mạch.
- 1986: Ich lieb Dich so
- 1987: Dawn Colours (Ý). Album duy nhất của Sheridan nhằm tri ân những tháng ngày cùng The Beatles, cho dù ông cố tình bỏ qua Pete Best và cả Stuart Sutcliffe. Album ghi chú, "Dành tặng John, Paul, George, Ringo cho những ngày điên rồ tại Hamburg. Chân thành cảm ơn tới Albert Lee". Tất cả những ca khúc của Sheridan, bao gồm cả ca khúc chưa từng phát hành "Goodbye" đều được ghi cho Beatles-McCartney-penned tune.
- 1989: Here & Now! – bao gồm giai điệu kinh điển của rock và R&B, "Money Honey", cùng bản thu mới của "What'd I Say" và "Skinny Minnie". Trên website chính thức của Sheridan có ghi album phát hành vào năm 1988, tuy nhiên bản quyền lại đăng ký vào năm 1994.
- 1996: Tony Sheridan & The Beat Brothers Live And Dangerous (còn có tên "Rock Masters: Feel It", cùng The Beat Brothers – Roy Young, Howie Casey. Một số ca khúc được thu âm trực tiếp vào năm 1995 do Roy Young (dưới nghệ danh "the English Little Richard") thể hiện.
- 1996 & 2001: Sheridan In Control (còn có tên 'Fab Four Collection') cùng "The Beat Brothers – Roy Young, Howie Casey" – bao gồm một số bản thu năm 1995 của các ca khúc "Johnny B. Goode", "Money", "My Bonnie", "Skinny Minnie".
- 2001: Historical Moments, Tony Sheridan & Rod Davis (thành viên nhóm The Quarrymen), phát hành dưới định dạng EP và CD.
- 2002: Vagabond
- 2002: Influencia  (với nghệ sĩ khách mời từ Argentina, Charly Garcia).
- 2004: Chantal Meets Tony Sheridan – bao gồm ca khúc "Tell Me If You Can" với bản thu cũ cùng McCartney.
- 2005: Tell Me If You Can, Chantal cùng Geff Harrison – Tony Sheridan – bản thu kéo dài 6 phút 24 và được thu âm tại Abbey Road Studios. Các ấn bản khác được phát hành cùng EP và CD này đều không do Sheridan trình bày.
- 2007: Tony Sheridan Live 2007 – bao gồm bản thu của Sheridan cho các ca khúc nổi tiếng "Don't Be Cruel", "Yesterday", "Little Queenie", "Johnny B. Goode", "Not Fade Away" và "You've Got A Friend". Toàn bộ ảnh trong album được chụp bởi người vợ Anna Sheridan.
- 2008: ...and so it goes của Dave Humphries; Sheridan chơi nhạc 5 trong tổng số 11 ca khúc[19].
- 2018: Tony Sheridan and Opus 3 Artists[20]